# Ischnochiton crebristriatus
Ischnochiton crebristriatus är en blötdjursart som beskrevs av Cochran 1988 . Ischnochiton crebristriatus ingår i släktet Ischnochiton och familjen Ischnochitonidae. Inga underarter finns listade i Catalogue of Life.